# Eduard Hitzig
Pour les articles homonymes, voir Hitzig.
Eduard Hitzig, né le 6 février 1838 à Berlin et mort le 20 août 1907 à la clinique Luisenheim  de St. Blasien, est un médecin, psychiatre et neuroscientifique prussien qui fut surtout connu pour ses travaux sur l’action du courant électrique sur le cerveau.

## Sa carrière résumée
Il commence à étudier le droit, mais se tourne rapidement vers la médecine. Il a pour maîtres, à Berlin et Wurtzbourg Emil du Bois-Reymond, Rudolf Virchow, Moritz Heinrich Romberg et Carl Westphal. Il obtient son doctorat en 1862 et son habilitation en 1872. Hitzig devient membre du Corps Nassovia Würzburg (1859) et du Corps Neoborussia Berlin (1860). Il s’établit ensuite comme médecin à Berlin puis à Wurtzbourg. En 1875 il est nommé directeur du Burghölzli (où il succède à Bernhard von Gudden) et professeur à l’université de Zurich. En 1879 on lui offre le poste de directeur de la clinique neuropsychiatrique de Halle.

À la fin de sa vie, il est frappé d'une cécité d'origine diabétique.

## Ses travaux
En 1870 Hitzig, assisté de l’anatomiste Gustav Fritsch (1837-1927) applique, au moyen d’une fine électrode, un courant électrique sur le cortex cérébral exposé d’un chien non anesthésié. Cette expérience est réalisée au domicile de Fritsch parce que l’université de Berlin n’autorisait pas que de telles experimentations soient faites dans ses laboratoires. Hitzig et Fritsch découvrent que la stimulation électrique de différentes aires du cerveau provoque des contractions musculaires involontaires dans des régions spécifiques du corps de l’animal. Ils identifient la « bande motrice » du chien, une zone de tissu cérébral orientée verticalement et située à la partie postérieure du lobe frontal contrôlant les différents muscles du corps. En 1870 Hitzig publie ses résultats dans un livre intitulé : De l’excitabilité électrique du cerveau. Cette expérience est considérére comme la première étude de localisation cérébrale utilisant l’électricité.
Ce n'est cependant pas la première fois que Hitzig expérimente l’effet de l’électricité sur le cerveau. Plus tôt dans sa carrière, alors qu’il est médecin dans l’armée prussienne, il  réalise des expériences sur des soldats blessés dont le crâne a été fracturé par des projectiles. Hitzig  observe alors que l’application d’une faible courant électrique sur le cerveau de ces soldats provque des mouvements involontaires. Apparemment cette expérience osée lui a été inspirée par les travaux réalisés au XVIIIe siècle par le physicien  italien Luigi Galvani qui a noté le même phénomène chez la grenouille.
Les travaux de Hitzig et Fritsch ouvrent la voie à de nombreuses expériences de localisation cérébrale parmi lesquelles celles du neurologue écossais David Ferrier.

## Principales publications
- Fritsch G, Hitzig E. Ueber die elektrische Erregbarkeit des Grosshirns in: Archiv für Anatomie, Physiologie und wissenschaftliche Medicin, 1870 : 300-332.
- Hitzig E. Untersuchungen über das Gehirn. Berlin, 1874
- Hitzig E. Ueber die Funktionen der Grosshirnrinde: Gesammelte Mittheilungen mit Anmerkungen. Berlin, 1890.
- Hitzig E. John Hughlings Jackson und die motorischen Rindencentren im Lichte physiologischer Forschung. Berlin, 1901.
- Hitzig E. Physiologische und klinische Untersuchungen über das Gehirn. Gesammelte Abhandlungen. Berlin, 1904.